# Гойрле
Гойрле (нидерл. Goirle; нидерландское произношение: [ˌɣoːrlə]) — город и община на юге Нидерландов в провинции Северный Брабант. Является пригородом города Тилбург, имеет общие с ним телефонный код и сеть общественного транспорта. Община включает деревни Рил на западе и Брехес на юге.